# Dobok

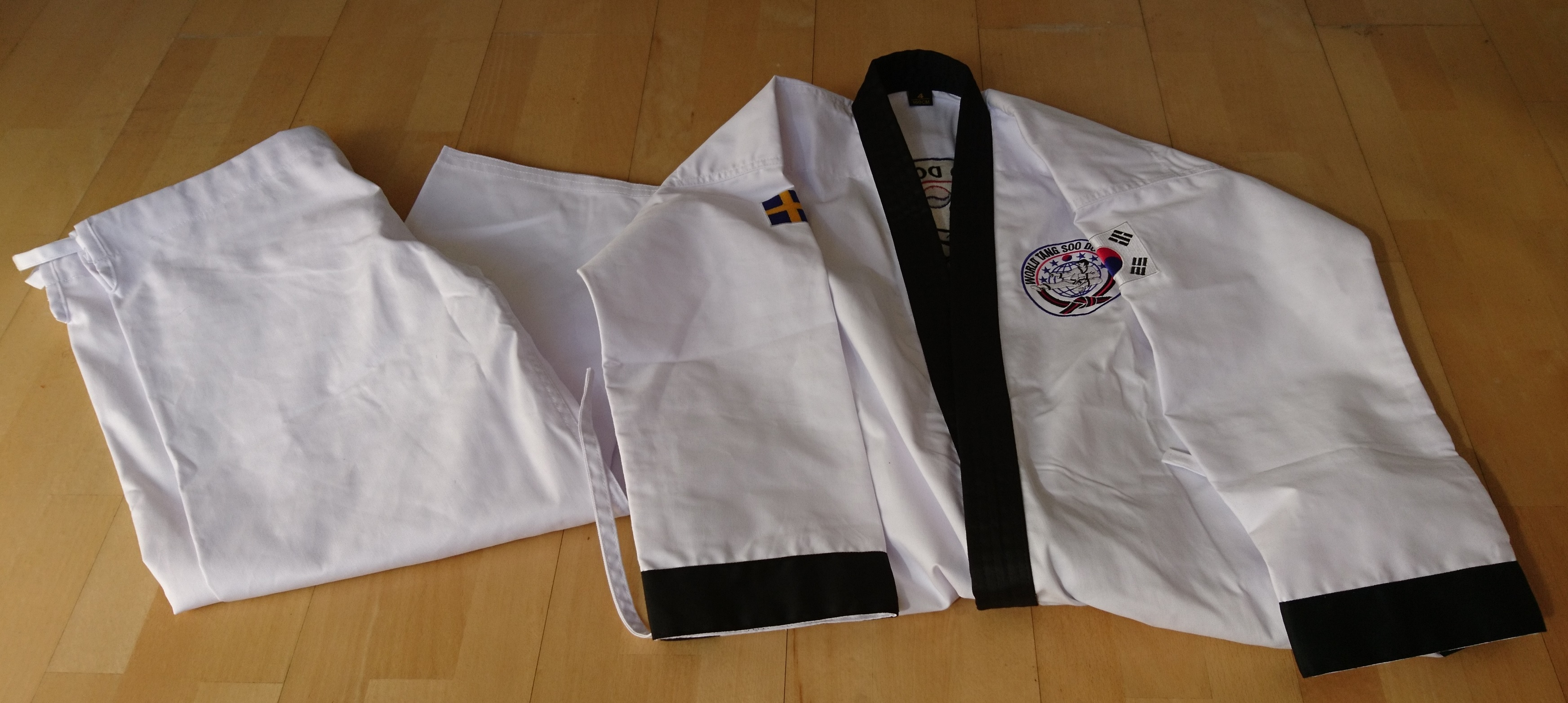
Dobok de tangsudo, ceinture noire

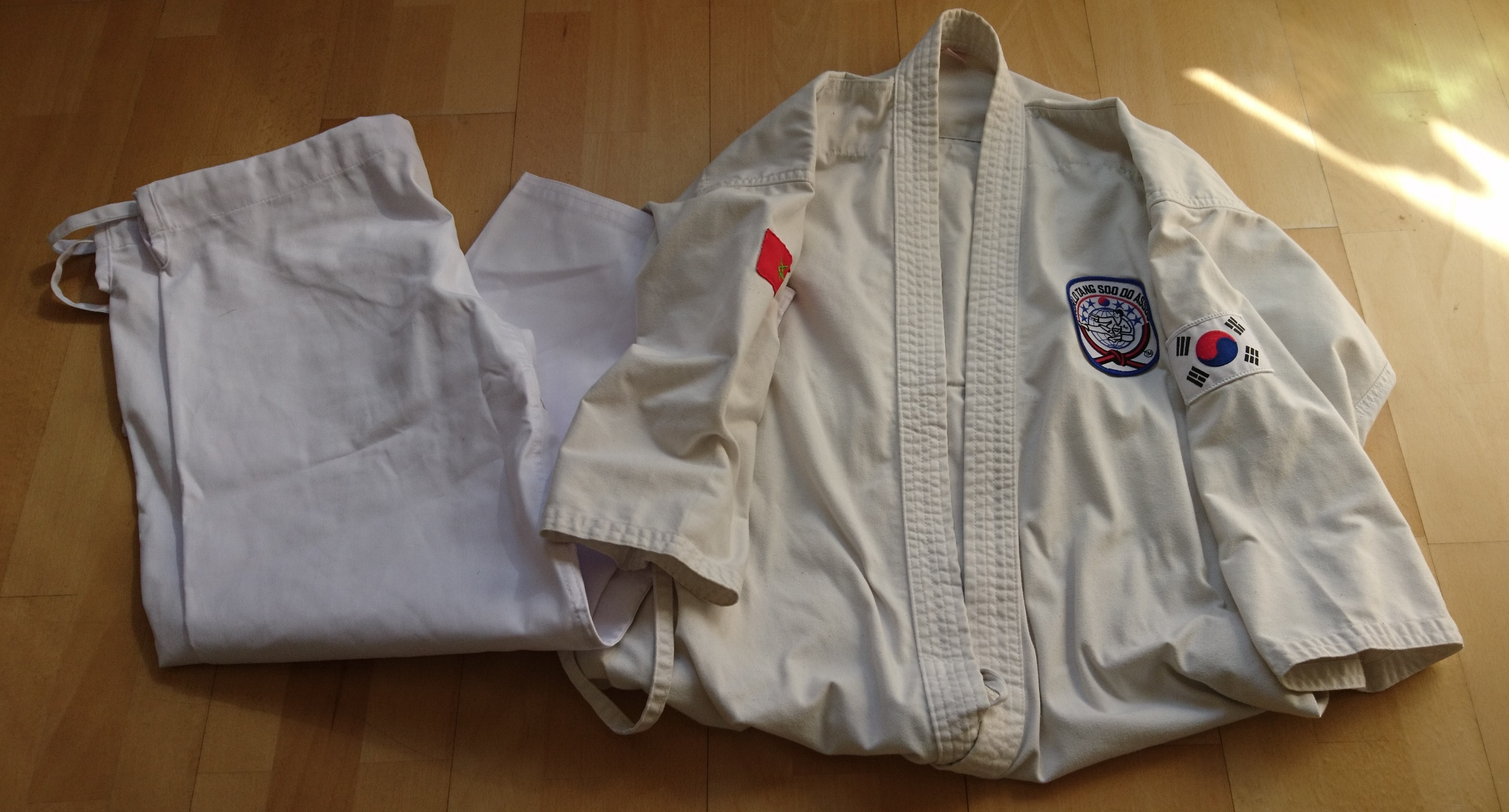
Dobok de tangsudo d’un gup (apprenti)

Le dobok (도복, litt. vêtement de la voie) est le vêtement pour l'entraînement du corps et de l'esprit utilisé depuis des siècles dans la tradition coréenne. C'est notamment la tenue de base du taekwondo.

## Composition
Il est composé d'un pantalon « ample et léger » qui permet notamment d'effectuer des coups de pied sans être gêné, d'une veste (de forme chasuble à col en V qui s'enfile par la tête dans la version de l'habit de la Fédération mondiale de taekwondo) et d'une ceinture comme les habits traditionnels coréens. Le col est blanc pour les novices, puis noir à partir de la première Dan (ceinture noire).
Son origine est méconnue, des documents narrent son utilisation dans les périodes de Silla (Samguk sagi), Kaya (Samguk yusa) et Koguryo-Paekche-Silla. Il est décrit dans Koryo Tokyong:« les gens du royaume de Koguryo s'habillent de vêtements blancs avec une ceinture noire autour de la taille ».

## Symboles
L'uniforme d'entraînement est réalisé de la même façon que les habits traditionnels coréens qui utilisent trois symboles : le cercle, le carré et le triangle. Ils s'utilisent aussi bien pour le pantalon que pour la chemise ; le cercle correspond à la chemise, le carré au pantalon et le triangle à la ceinture :
- Won, le cercle, symbolise le ciel ;
- Bang, le carré, symbolise la terre ;
- Kak, le triangle, symbolise l'homme.

Ces trois symboles sont la base de l'univers (samilshingo) et, selon la coutume coréenne, ils se transforment en une unité : le Han. Les concepts numériques du Ch’onbugyong qui assignent le numéro 1 au ciel, le 2 à la terre et le 3 à l'homme sont basés sur des coutumes qui à leur tour ont influencé la conception des habits traditionnels. En accord avec le yin et le yang, l'homme est un petit univers, le pantalon (qui est Yin) représente la terre et la chemise (qui est Yang) représente le ciel ; la ceinture représente l'homme.
La couleur blanche symbolise l'origine de l'univers qui, selon la tradition coréenne, est le Han. Le Han est blanc et est un élément fondamental des croyances coréennes. C'est pour cette raison que le dobok doit être respecté et toujours maintenu propre et repassé.